# 2. leden
2. leden je druhý den roku podle gregoriánského kalendáře. Do konce roku zbývá 363 dní (364 v přestupném roce).

## Události

### Česko
- 1762 – Vznikla česko-rakouská dvorská kancelář.
- 1770 – Vydán centrální říšský zdravotní řád, jenž přesněji rozváděl opatření pro hygienickou ochranu hranic a povinnosti lékařů.[1][2]
- 1873 – Vyšlo první číslo obnoveného českého časopisu Lumír. Redigovali jej Jan Neruda a Vítězslav Hálek, od roku 1877 Josef Václav Sládek.
- 1961 – Poprvé se z rozhlasu ozvalo: Dobrý večer, děti! Dovolíte, jsem Hajaja... – rozhlasové pohádky na dobrou noc četl Vlastimil Brodský.
- 1965 – Československá televize poprvé vysílala Večerníček.
- 1977 – Let OK897 Tupolev Tu-134A (OK-CFD) z Jekatěrinburgu se při přistání na Praze-Ruzyni, na prahu runwaye 31 srazil s letadlem Iljušin Il-18B (OK-NAA) do Bratislavy. 0 úmrtí, 15 lehce zraněných.
- 1988 – Mluvčími Charty 77 se stali Jiří Hájek, Bohumír Janát a Stanislav Devátý.
- 1989 – Mluvčími Charty 77 se stali Tomáš Hradílek, Dana Němcová a Alexandr Vondra.
- 1998 – Po demisi druhé vlády Václava Klause jmenoval prezident Václav Havel Josefa Tošovského premiérem nové vlády.

### Svět
- 0366 – Alamani překročili zmrzlý Rýn a napadli Římské impérium.
- 1492 – Reconquista: Poslední granadský emír Muhammad XII. odevzdal své město Ferdinandu II. Aragonskému a Isabele Kastilské a tím skončilo poslední maurské království na Pyrenejském poloostrově.
- 1611 – Na Bytčanském hradu začal proces s pomocníky Alžběty Báthoryové, známé jako Čachtická paní.
- 1757 – Velká Británie ovládla indickou Kalkatu.
- 1788 – Georgie ratifikovala ústavu Spojených států a stala se tak čtvrtým státem Unie.
- 1793 – Rusko a Prusko rozdělili Polsko.
- 1905 – Rusko-japonská válka: Padla ruská námořní pevnost Port Arthur a po kapitulaci ruských vojsk byla předána Japonsku.
- 1942
  - Druhá světová válka: Japonská 48. divize obsadila hlavní město Filipín Manilu.
  - Frederick Joubert Duquesne byl v USA odsouzen k 18 letům vězení za špionáž ve prospěch Německa.
- 1945 – Během spojeneckých náletů na Norimberk bylo téměř zničeno norimberské staré město.
- 1959
  - Do kubánského hlavního města Havany vstoupily oddíly povstalců vedené Ernestem Che Guevarou a Camilem Cienfuegosem.
  - Sovětská sonda Luna 1, jež provedla první průlet okolo Měsíce, byla vypuštěna z kosmodromu Bajkonur.
- 1967 – Válka ve Vietnamu: Americké fantomy úspěšně zrealizovaly operaci Bolo, když vylákaly k boji vietnamské migy a 5 z nich sestřelily.
- 1969 – Předsednictvo Slovenské národní rady jmenovalo první vládu Slovenské socialistické republiky v čele se Štefanem Sádovským.
- 1971 – Při derby mezi glasgowskými kluby Rangers a Celtic zahynulo na Ibrox Parku v tlačenici 66 lidí a přes 200 bylo zraněno.
- 1981 – Po pěti letech pátrání dopadla britská policie sériového vraha Petera Sutcliffeho, známého jako yorkshirský rozparovač.
- 2016 – Saúdská Arábie navzdory mezinárodním protestům popravila vůdce šíitské opozice Nimra Bákira an-Nimra a dalších 46 osob.

## Narození
Automatický abecedně řazený seznam viz Kategorie:Narození 2. ledna

### Česko

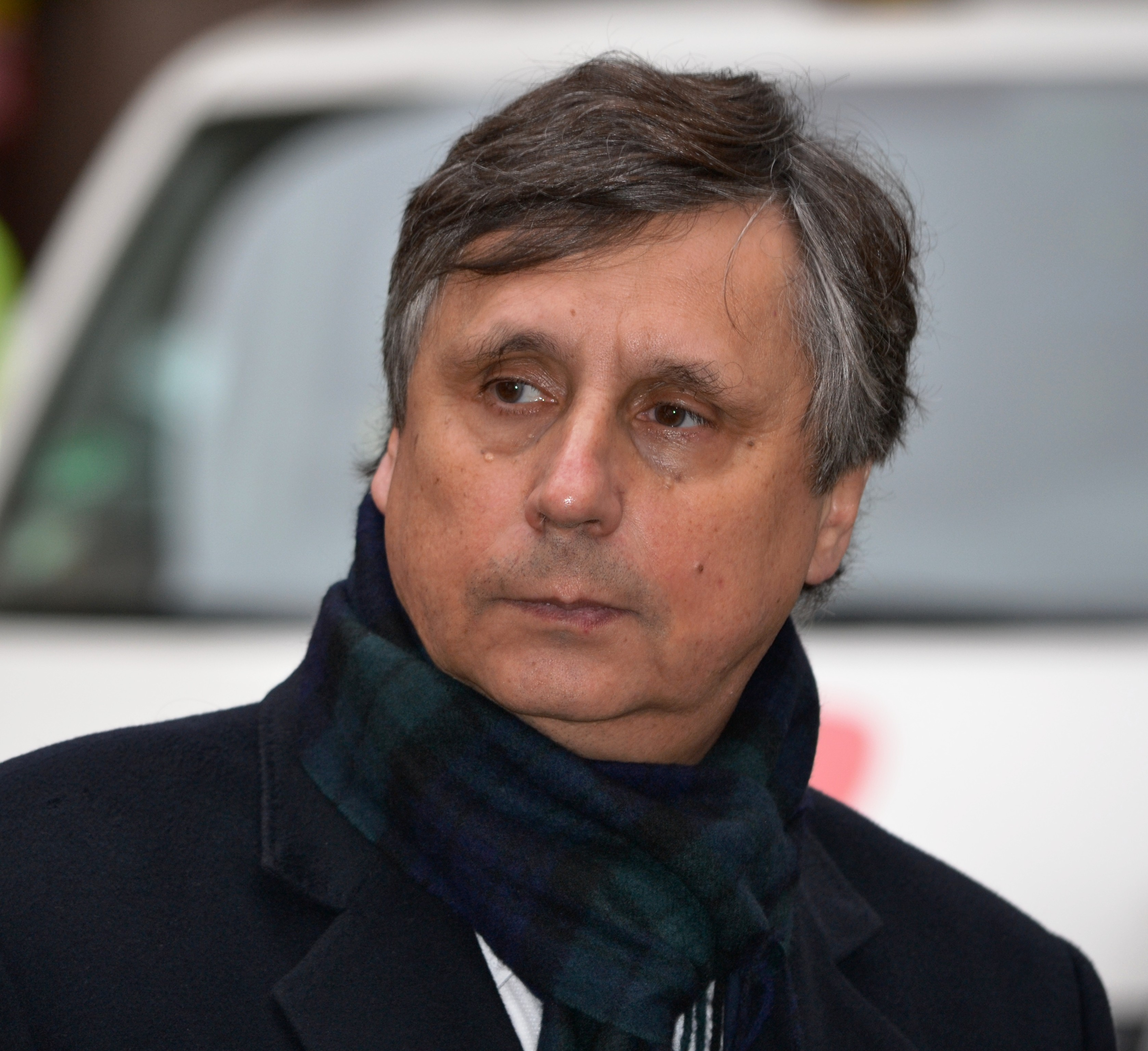
Jan Fischer (* 1951)

- 1670 – Octavio Broggio, český architekt a stavitel italského původu († 24. července 1742)
- 1717 – Jan Michael Angstenberger, hudební skladatel († 20. srpna 1789)
- 1718 – Josef Schreier, barokní skladatel
- 1732 – František Xaver Brixi, hudební skladatel († 14. října 1771)
- 1812 – Jan Helcelet, moravský lékař, přírodovědec, novinář a politik († 19. února 1876)
- 1815 – Athanasius Bernhard, opat Oseckého kláštera († 18. března 1875)
- 1847 – Otakar Hostinský, estetik, teoretik hudby a divadla († 19. ledna 1910)
- 1848 – Čeněk Kalandra, spisovatel, dramatik a překladatel († 29. února 1928)
- 1850 – Václav Vlastimil Hausmann, hudební skladatel a publicista († 11. dubna 1903)
- 1854 – Vincenc Procházka, politik († 3. ledna 1940)
- 1864 – Gilbert Helmer, opat kláštera v Teplé († 4. března 1944)
- 1878
  - Alois Wierer, malíř a grafik († 1945)
  - Antonín Profous, toponomastik († 27. března 1953)
- 1889 – Slavomír Kratochvíl, první oběť českého protirakouského odboje († 23. listopadu 1914)
- 1891 – Karel Driml, lékař, popularizátor vědy, autor loutkových her († 20. října 1929)
- 1892 – Albína Dratvová, filozofka († 1. prosince 1969)
- 1904 – Dobroslava Menclová, historička umění, architektka a archeoložka († 19. listopadu 1978)
- 1905 – Karel Podrazil, fotbalový reprezentant († 8. ledna 1973)
- 1906 – Josef Danda, architekt († 15. března 1999)
- 1911 – Sláva Eman Nováček, hudební skladatel a kapelník († 27. března 1979)
- 1913 – Helena Rašková, farmakoložka († 13. dubna 2010)
- 1920 – Čestmír Císař, ministr školství vlády ČSSR († 24. března 2013)
- 1922 – Marie Bayerová, filozofka, překladatelka († 31. ledna 1997)
- 1924 – Josef Vedral, fotbalový reprezentant († 14. ledna 1975)
- 1931
  - František Šafránek, fotbalista († 27. června 1987)
  - Jaroslav Weigel, malíř a herec († 5. září 2019)
- 1933
  - Karel Bouška, cyklista († 5. září 2001)
  - Jarmila Veselá, zpěvačka († 13. dubna 2017)
- 1936 – Svatopluk Košvanec, jazzový pozounista († 28. května 2013)
- 1938
  - Bohumil Němeček, boxer († 2. května 2010)
  - Stanislav Tereba, fotograf († 17. ledna 2023)
- 1941
  - Antonín Petráš, politik
  - Petr Pithart, politik
- 1944
  - Aleš Košnar, herec
  - Petr Poš, výtvarník a režisér animovaných filmů († 1. května 2015)
- 1949 – Miloslav Sovadina, historik, archivář
- 1950 – Helena Maršálková, zpěvačka
- 1951 – Jan Fischer, statistik a politik
- 1953 – Josef Rauvolf, překladatel a publicista
- 1957 – Vlastibor Konečný, cyklista
- 1962 – Tomáš Císařovský, malíř
- 1963 – Michaela Linková, zpěvačka, moderátorka a spisovatelka
- 1971
  - Igor Chmela, herec
  - David Jařab, režisér
  - Pavel Soukup, atlet
- 1974
  - Ludmila Formanová, atletka
  - Tomáš Řepka, fotbalista
- 1975 – Martin Svoboda, fotbalista
- 1977 – Aleš Píša, hokejový obránce
- 1990
  - Karel Abraham, motocyklový závodník
  - Nikol Kouklová, herečka

### Svět

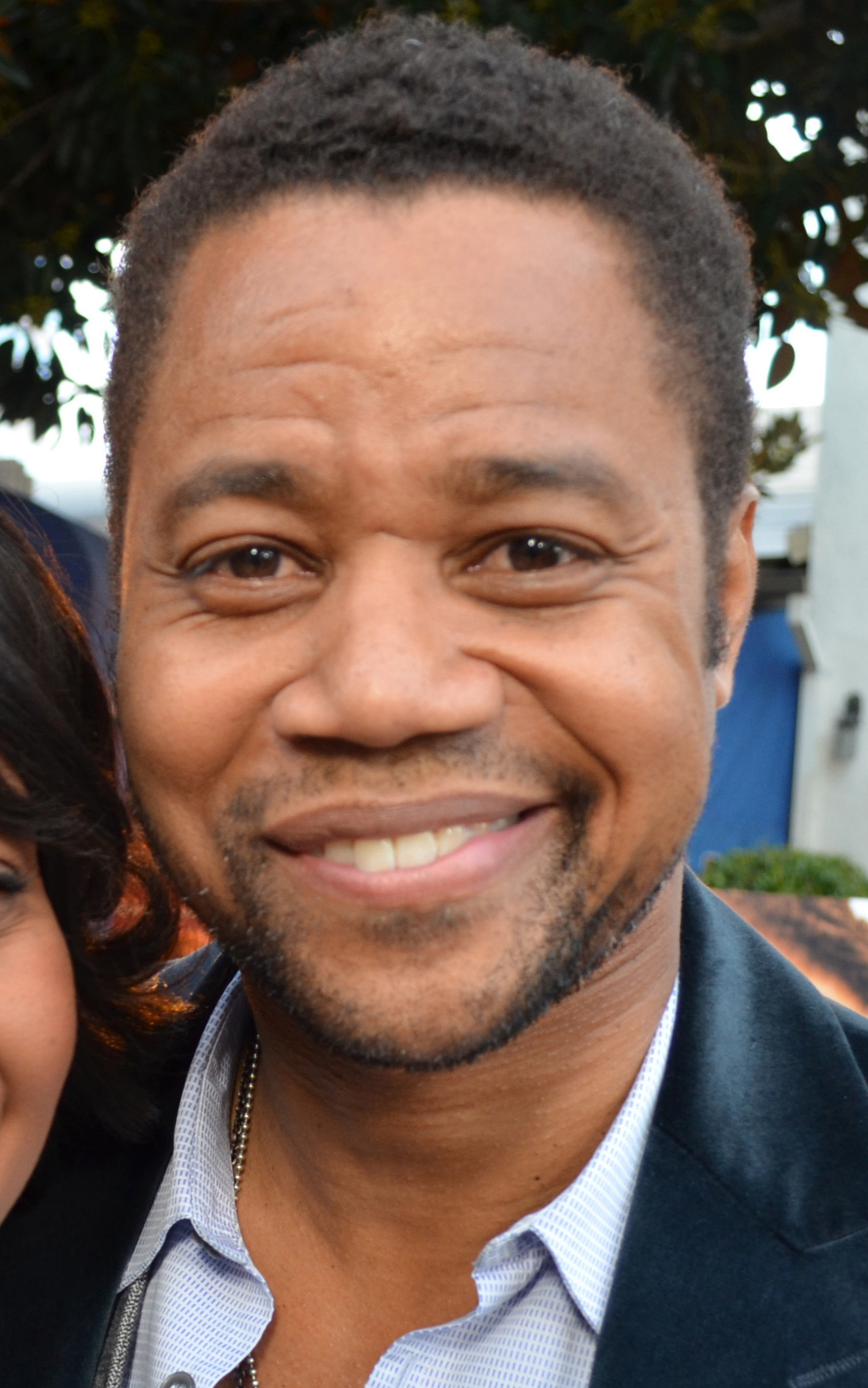
Cuba Gooding mladší (* 1968)

- 1533 – Johann Major, německý evangelický teolog, humanista a básník († 16. března 1600)
- 1642 – Mehmed IV., osmanský sultán († 6. ledna 1693)
- 1663 – George Byng, 1. vikomt Torrington, britský admirál a šlechtic († 17. ledna 1733)
- 1667 – Marie Tereza Francouzská, francouzská princezna a dcera krále Ludvíka XIV. († 1. března 1672)
- 1777 – Christian Daniel Rauch, německý sochař († 3. prosince 1857)
- 1779 – Wilhelm von Benda, báňský inženýr a právník († 7. ledna 1860)
- 1798 – Désiré-Alexandre Batton, francouzský hudební skladatel († 15. října 1855)
- 1822 – Rudolf Clausius, německý matematik a fyzik († 24. srpna 1888)
- 1824 – Atiye Sultan, osmanská princezna a dcera sultána Mahmuda II. († 11. srpna 1850)
- 1827 – Nükhetsezâ Hanım, konkubína osmanského sultána Abdulmecida I. († 15. května 1850)
- 1830 – Ernst Ludwig Dümmler, německý historik († 11. září 1902)
- 1834 – Vasilij Perov, ruský malíř († 10. června 1882)
- 1836 – Mendele Mocher Sforim, židovský spisovatel († 8. prosince 1917)
- 1837 – Milij Alexejevič Balakirev, ruský skladatel, pianista a dirigent († 29. května 1910)
- 1839 – Gustave Trouvé, francouzský elektrotechnik a vynálezce († 27. července 1902)
- 1858 – Bernard Sachs, americký neurolog († 8. února 1944)
- 1868 – Arthur Gore, britský tenista († 1. prosince 1928)
- 1870 – Ernst Barlach, německý sochař a spisovatel († 24. října 1938)
- 1872 – Johanes Schmidt, dánský zoolog a fyziolog († 21. února 1933)
- 1873
  - Terezie z Lisieux, francouzská katolická světice († 30. září 1897)
  - Anton Pannekoek, nizozemský astronom a marxistický teoretik († 28. dubna 1960)
- 1875 – Joaquín Valverde Sanjuán, španělský hudební skladatel († 4. listopadu 1918)
- 1879 – Rudolf Bauer, maďarský olympijský vítěz v hodu diskem († 9. listopadu 1932)
- 1880 – Louis Charles Breguet, francouzský letecký konstruktér († 4. května 1955)
- 1884 – Ben Cijon Dinur, izraelský politik († 8. července 1973)
- 1892 – bl. Zoltán Lajos Meszlényi, maďarský biskup a mučedník († 4. března 1951)
- 1893 – Ernst Marischka, rakouský scenárista a režisér († 12. května 1963)
- 1895 – Folke Bernadotte, švédský diplomat († 17. září 1948)
- 1896 – Dziga Vertov, ruský režisér dokumentárních filmů († 12. února 1954)
- 1898
  - Roald Larsen, norský rychlobruslař († 28. července 1959)
  - Franz Büchner, německý stíhací pilot († 18. března 1920)
- 1901
  - Nadžíb Albina, vedoucí fotograf Palestinského archeologického muzea († 23. července 1983)
  - Torsten Ralf, švédský operní pěvec († 27. dubna 1954)
- 1902 – Mordechaj Iš-Šalom, starosta Jeruzaléma († 21. února 1991)
- 1903 – Kane Tanakaová, druhý nejstarší žijící člověk na světě v historii lidstva († 19. dubna 2022)
- 1909
  - Riccardo Cassin, italský horolezec a zlepšovatel horolezeckého vybavení († 6. srpna 2009)
  - Barry Goldwater, americký konzervativní politik († 29. května 1998)
- 1913 – Cvi Zimmerman, izraelský politik († 10. června 2006)
- 1918 – Adam Bahdaj, polský spisovatel († 7. května 1985)
- 1920 – Isaac Asimov, americký spisovatel († 6. dubna 1992)
- 1925 – Elijahu Chakim, židovský atentátník († 22. března 1945)
- 1928 – Oskar Rabin, ruský malíř († 7. listopadu 2018)
- 1931 – Tošiki Kaifu, japonský premiér († 9. ledna 2022)
- 1932 – Milan Čič, slovenský politik († 9. listopadu 2012)
- 1935 – Giovanna Ralliová, italská herečka
- 1936 – Roger Miller, americký herec, skladatel a country zpěvák († 25. října 1992)
- 1938 – Hans Herbjørnsrud, norský spisovatel
- 1940 – Srinivasa Varadhan, indicko-americký matematik
- 1942 – Jevhen Rudakov, ukrajinský fotbalista († 21. prosince 2011)
- 1943 – Jack Dykinga, americký fotograf
- 1947 – Alexandr Jakušev, ruský hokejista
- 1948 – Tony Judt, britský historik († 6. srpna 2010)
- 1949 – Philippe Lefebvre, francouzský varhaník
- 1952 – Indulis Emsis, premiér Lotyšska
- 1953
  - Alexander Cinker, izraelský politik
  - Daniel Hershkowitz, izraelský politik
- 1954 – Fausto Rossi, italský zpěvák a kytarista
- 1955 – Agathonas Iakovidis, řecký folkový zpěvák
- 1957 – Beppe Gabbiani, italský automobilový závodník
- 1959
  - Cristina, americká zpěvačka († 1. dubna 2020)
  - Ines Müllerová, německá atletka
- 1965 – Roman Petrenko, slovenský režisér
- 1967
  - Tia Carrereová, americká herečka
  - Francois Pienaar, jihoafrický ragbista
- 1968
  - Oleg Děripaska, ruský podnikatel
  - Cuba Gooding mladší, americký herec
- 1969 – Róbert Švehla, slovenský hokejista
- 1971
  - Jonathan Greening, anglický fotbalista
  - Anthony Iob, italský hokejista
- 1975 – Dax Shepard, americký herec
- 1976
  - Danilo Di Luca, italský cyklista
  - Paz Vega, španělská herečka
- 1977
  - Brian Boucher, americký hokejista
  - Stefan Koubek, rakouský tenista
- 1980 – Miroslav Zálešák, slovenský hokejista
- 1981
  - Hanno Balitsch, německý fotbalista
  - Zenon Konopka, kanadský hokejista
  - Maxi Rodríguez, argentinský fotbalista
- 1982
  - Peter Hamerlík, slovenský hokejista
  - Athanasia Tsumeleka, řecká chodkyně, vítězka z LOH 2004
- 1983 – Kate Bosworthová, americká herečka
- 1985 – Ismaël Bangoura, guinejský fotbalista
- 1987 – Bondoa Adiaba, kamerunský fotbalista
- 1988 – Peter Jánošík, slovenský fotbalista
- 1991 – Ben Hardy, britský herec
- 1996 – Ruslan Fajzullin, ruský sportovní lezec
- 1997 – Aršad Nadím, pákistánský oštěpař

## Úmrtí
Automatický abecedně řazený seznam viz Kategorie:Úmrtí 2. ledna

### Česko
- 0982 – Dětmar, první pražský biskup (* asi 882)
- 1839 – Josef Krasoslav Chmelenský, kritik, básník, libretista a národní buditel (* 7. srpna 1800)
- 1886 – Antonín Vincenc Šlechta, lékař (* 14. března 1810)
- 1898 – Marie Bittnerová, herečka (* 10. února 1854)
- 1904
  - Bedřich Bernau, spisovatel (* 22. srpen 1849)
  - Ferdinand Bonaventura Kinský, šlechtic (* 22. října 1834)
- 1905 – Felix Jenewein, malíř a ilustrátor (* 4. srpna 1857)
- 1920 – Alois Kallina, právník a soudce (* 11. ledna 1843)
- 1923 – František Oldřich Vaněk, orientalista, fotograf a propagátor letectví (* ? 1857)
- 1927 – Josef Bombera, římskokatolický duchovní (* 4. prosince 1870)
- 1928 – Franz Budig, československý politik německé národnosti (* 25. března 1870)
- 1929 – Bedřich Deym ze Stříteže, šlechtic z rodu Deymů ze Stříteže a politik (* 21. května 1866)
- 1931 – Josef Wohanka, podnikatel (* 2. listopadu 1842)
- 1935
  - Adéla Srnová, tanečnice (* 1. července 1869)
  - Ivan Schulz, překladatel (* 7. srpna 1871)
- 1936 – Jindřich Vančura, historik a překladatel (* 31. srpna 1855)
- 1938 – Josef Jedlička, inženýr a rektor ČVUT (* 25. července 1868)
- 1954 – Karl Garlik, československý politik německé národnosti (* 14. května 1886)
- 1955 – Rudolf Březa, sochař a medailér (* 5. dubna 1888)
- 1958 – Vlastimil Kybal, historik (* 30. května 1880)
- 1959 – Jan Bernardin Skácel, kněz, teolog, filosof a publicista (* 3. dubna 1884)
- 1967 – Alois Janáček, úředník, stavební inženýr, politik (* 22. srpna 1900)
- 1982 – Bohdan Chudoba, historik (* 21. listopadu 1909)
- 1984 – Jan Vlček, letecký konstruktér (* 10. července 1922)
- 1996 – Miroslav Durchánek, duchovní Církve československé husitské (* 11. prosince 1920)
- 2006 – Jaroslav Souček, operní pěvec (* 8. prosince 1935)
- 2007 – Milán Václavík, ministr národní obrany ČSSR (* 31. března 1928)
- 2013 – Karel Čáslavský, filmový historik a publicista (* 28. ledna 1937)
- 2018 – Rudolf Anděl, historik a pedagog (* 29. dubna 1924)
- 2022 – Viktor Vrabec, herec (* 18. května 1941)
- 2023 – Vasil Timkovič, československý voják, veterán druhé světové války (* 21. března 1923)

### Svět

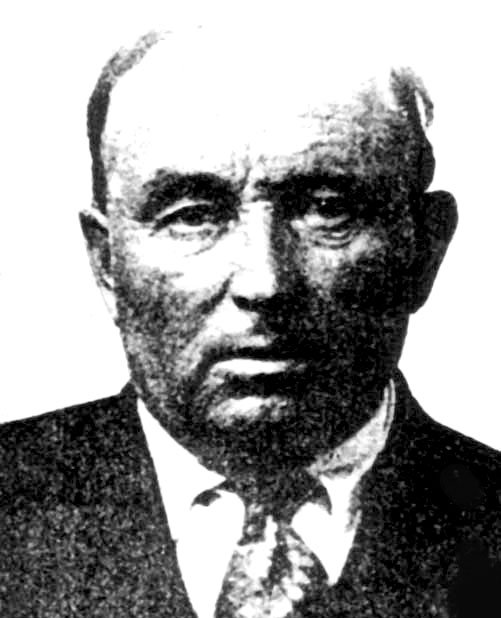
Štefan Banič († 1941)

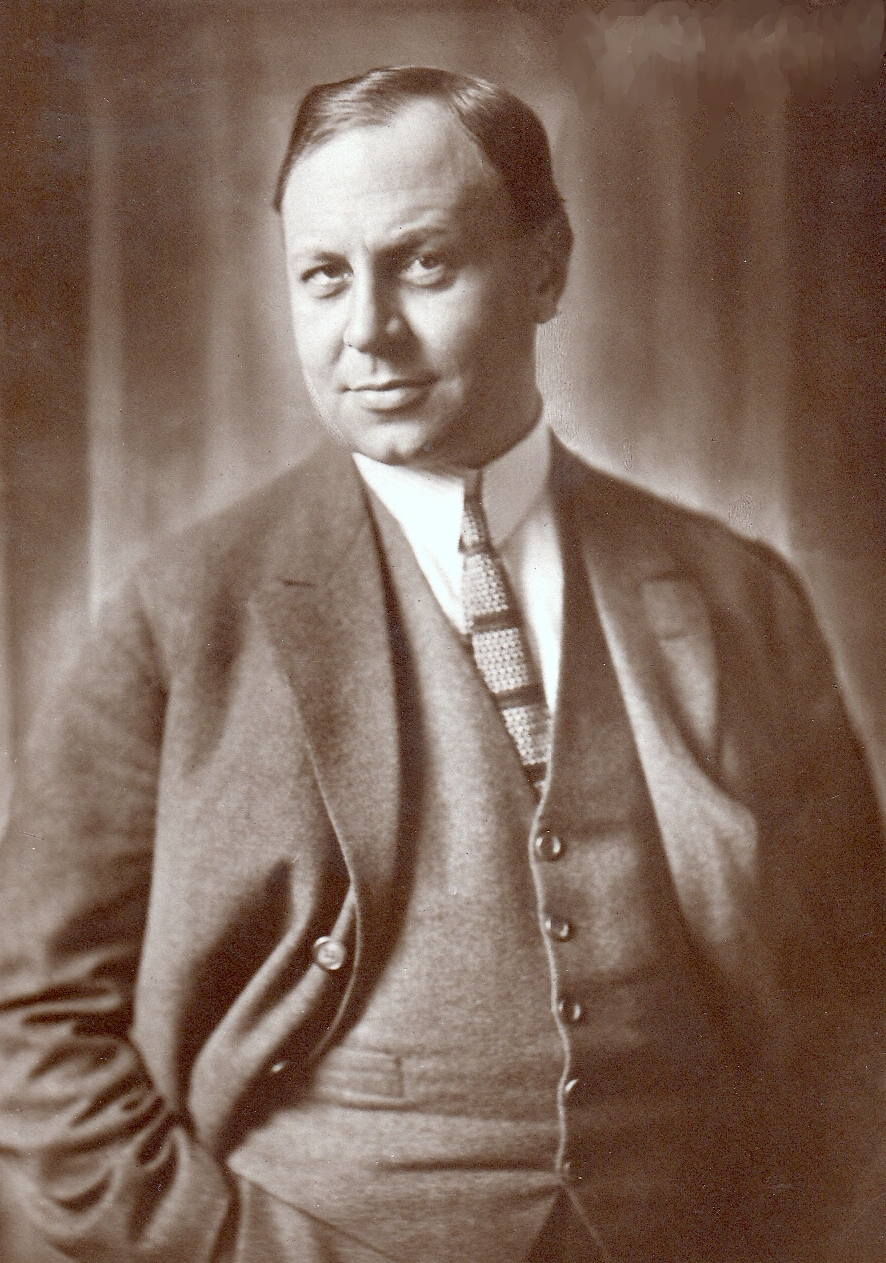
Emil Jannings († 1950)

- 0827 – sv. Adelard z Corbie, francouzský světec (* asi 751)
- 0879 – Balduin I. Flanderský, první flanderský hrabě (* 837/40)
- 1295 – Anežka Bádenská, vévodkyně korutanská a hraběnka z Heunburgu (* 1249)
- 1302 – Jindřich I. Meklenburský, meklenburský kníže (* asi 1230)
- 1514 – William Smyth, anglický biskup (* asi 1460)
- 1550 – Ču Wan, čínský politik a vojevůdce (* 29. září 1494)
- 1554 – Jan Manuel Portugalský, portugalský infant a brazilský kníže (* 3. června 1537)
- 1595 – Barbora Braniborská, braniborská markraběnka a lehnicko-břežská kněžna z rodu Hohenzollernů (* 10. srpna 1527)
- 1726 – Domenico Zipoli, italský hudební skladatel a jezuitský misionář (* 17. října 1688)
- 1747 – Jean-Féry Rebel, francouzský skladatel, dirigent, houslista a cembalista (* 18. dubna 1666)
- 1783 – Johann Jakob Bodmer, švýcarský spisovatel (* 19. července 1698)
- 1798 – Wilhelm von Freytag, velící důstojník ve službách Brunšvicko-lüneburského kurfiřtství (* 17. března 1720)
- 1819 – Marie Luisa Parmská, parmská princezna (* 9. prosince 1751)
- 1831 – Barthold Georg Niebuhr, německý historik antického Říma, politik a diplomat (* 27. srpna 1776)
- 1853 – Nesrin Hanımefendi, jedenáctá manželka osmanského sultána Abdulmecida I. (* ?)
- 1857 – Henrietta Nasavsko-Weilburská, württemberská vévodkyně (* 22. dubna 1780)
- 1861 – Fridrich Vilém IV., pruský král (* 15. října 1795)
- 1884 – Johann Gerhard Oncken, německý kazatel (* 26. ledna 1800)
- 1892 – George Biddell Airy, anglický matematik (* 27. července 1801)
- 1898 – Edward Mounier Boxer, anglický vynálezce (* 1822)
- 1899 – Algernon Percy, 6. vévoda z Northumberlandu, britský politik z bohaté šlechtické rodiny (* 20. května 1810)
- 1900 – Josef Fiegl, rakouský politik (* 1845)
- 1904 – Mathilde-Létizia Bonaparte, francouzská princezna (* 27. května 1820)
- 1907 – Otto Benndorf, německý a rakouský archeolog, filolog (* 13. září 1838)
- 1910 – Karl Coronini-Cronberg, zemský prezident Salcburska (* 29. dubna 1818)
- 1913 – Léon Teisserenc de Bort, francouzský meteorolog (* 5. listopadu 1855)
- 1915 – Armand Peugeot, francouzský průkopník automobilismu (* 26. března 1849)
- 1917
  - Léon Flameng, francouzský cyklista (* 30. dubna 1877)
  - Edward Tylor, britský antropolog (* 2. října 1832)
- 1920 – Paul Adam, francouzský spisovatel (* 6. prosince 1862)
- 1921 – Franz Defregger, rakouský malíř (* 30. dubna 1835)
- 1924 – Paul Renouard, francouzský malíř, litograf, rytec a ilustrátor (* 5. listopadu 1845)
- 1927 – Achad ha-Am, židovský esejista (* 18. srpna 1856)
- 1939 – Roman Dmowski, polský politik (* 9. srpna 1864)
- 1940 – Birger Wasenius, finský rychlobruslař (* 7. prosince 1911)
- 1941 – Štefan Banič, slovenský konstruktér a vynálezce (* 23. listopadu 1870)
- 1945 – Vít Nejedlý, hudební skladatel (* 22. června 1912)
- 1946 – Jeanette Thurber, americká mecenáška (* 29. ledna 1850)
- 1947 – Ellen Gulbransonová, švédská sopranistka (* 4. března 1863)
- 1950 – Emil Jannings, německý herec (* 23. července 1884)
- 1953 – Guccio Gucci, italský obchodník a módní návrhář (* 26. března 1881)
- 1959 – Mohammed Zakaria Goném, egyptský archeolog (* 1905)
- 1960
  - Friedrich Adler, rakouský sociálně-demokratický politik (* 9. červenec 1879)
  - Fausto Coppi, italský cyklista (* 15. září 1919)
- 1963 – Dick Powell, americký herec (* 14. listopadu 1904)
- 1972 – Lillian Moller Gilbreth, americká psycholožka, průmyslová inženýrka, poradkyně a pedagožka (* 24. května 1878)
- 1974 – Tex Ritter, americký herec a zpěvák (* 12. ledna 1905)
- 1975 – Theo Osterkamp, německý stíhací pilot (* 15. dubna 1892)
- 1993 – Rudi Supek, jugoslávský filozof a sociolog (* 8. dubna 1913)
- 1995 – Mohammed Siad Barre, somálský prezident (* 6. října 1920)
- 1997 – Randy California, americký kytarista (* 20. února 1951)
- 1998 – Wilhelm Alzinger, rakouský archeolog (* 11. srpna 1928)
- 1999
  - Eduard Klein, německý (NDR) spisovatel (* 25. července 1923)
  - Sebastian Haffner, německý právník, novinář a spisovatel (* 27. prosince 1907)
- 2000
  - Marie Mercedes Bourbonsko-Sicilská, matka španělského krále Juana Carlose (* 23. prosince 1910)
  - Patrick O'Brian, britský spisovatel (* 12. prosince 1914)
  - Nat Adderley, americký hudební skladatel (* 25. ledna 1931)
- 2001 – William P. Rogers, americký politik (* 23. června 1913)
- 2003 – Leroy Warriner, americký automobilový závodník (* 1. března 1919)
- 2004 – Mihai Ivăncescu, rumunský fotbalista (* 22. března 1942)
- 2005 – Maclyn McCarty, americký biochemik (* 9. června 1911)
- 2006
  - Lidia Wysocka, polská herečka (* 24. června 1916)
  - Andrej Rimko, slovenský herec (* 6. října 1931)
- 2007
  - Teddy Kollek, izraelský politik (* 27. května 1911)
- 2008
  - Günter Schubert, německý herec (* 18. dubna 1938)
- 2009
  - Rjúzó Hiraki, japonský fotbalista (* 7. říjen 1931)
  - Anatolij Markovič Gurevič, ruský špion (* 7. listopadu 1913)
- 2011
  - Richard Winters, důstojník Armády Spojených států amerických, během druhé světové války velel rotě E 2. praporu 506. výsadkového pluku 101. Výsadkové divize (* 21. ledna 1918)
  - Pete Postlethwaite, britský divadelní, filmový a televizní herec (* 7. února 1946)
  - Anne Francisová, americká herečka (* 16. září 1930)
- 2012
  - Larry Reinhardt, americký kytarista, člen Iron Butterfly (* 7. července 1948)
  - Ian Bargh, kanadský jazzový klavírista (* 8. ledna 1935)
  - Paulo Rodrigues da Silva, brazilský fotbalista (* 11. října 1986)
- 2015
  - Little Jimmy Dickens, americký zpěvák a kytarista (* 19. prosince 1920)
  - Arpád Račko, slovenský sochař (* 17. července 1930)
- 2017
  - John Berger, britský spisovatel, publicista a umělecký kritik (* 5. listopadu 1926)
  - Viktor Carjov, sovětský fotbalista ruské národnosti (* 2. červen 1931)
- 2019 – Paulien van Deutekomová, nizozemská rychlobruslařka (* 4. února 1981)
- 2021 – Brad Cox, americký počítačový vědec (* 2. května 1944)
- 2022 – Richard Leakey, keňský politik a paleontolog (* 19. prosince 1944)
- 2023
  - Ken Block, americký podnikatel (* 21. listopadu 1967)
  - Viktor Fajnberg, ukrajinský filolog a disident (* 26. listopadu 1931)
  - Marilyn Staffordová, britská fotografka amerického původu (* 5. listopadu 1925)
- 2025
  - Ján Zachara, slovenský boxer, olympijský vítěz (* 27. srpna 1928)
  - Ágnes Keletiová, maďarská sportovní gymnastka (* 9. ledna 1921)

## Svátky

### Česko
- Karina/Karin
- Vasil
- Ábel
- Dětmar

### Svět
- Slovensko: Alexandra
- Skotsko: Bank Holiday
- Japonsko: Kakizome
- Španělsko: Granada Day
- Haiti: Den předků
- Švýcarsko: Berchtold's Tag založení Bernu

Katolická církev
- Basileios Veliký
- Řehoř z Nazianzu
- Adalardus z Corbie
- Airaldus ze Saint-Jean-de-Maurienne
- Mučedníci ze Sirmia
- Mučedníci z Piacenzy

## Pranostiky

### Česko
- Jaké počasí na svatého Makaria bývá, takové se i v září ozývá.
- Když Makary pohodlný, září bude chladný.
- Jestliže na ochtáb (oktáv) svatého Štěpána slunce svítí, ovčího dobytka budeme hojnost míti.

| 2. leden v pražském KlementinuÚdaje jsou platné k 29. 4. 2025. | 2. leden v pražském KlementinuÚdaje jsou platné k 29. 4. 2025. | 2. leden v pražském KlementinuÚdaje jsou platné k 29. 4. 2025. |
| minimum                                                        | denní průměr                                                   | maximum                                                        |
| -------------------------------------------------------------- | -------------------------------------------------------------- | -------------------------------------------------------------- |
| −21,7 °C (1861)                                                | 0,9 °C (od 1961)                                               | 13,4 °C (1921)                                                 |